# Eutychidès de Sicyone

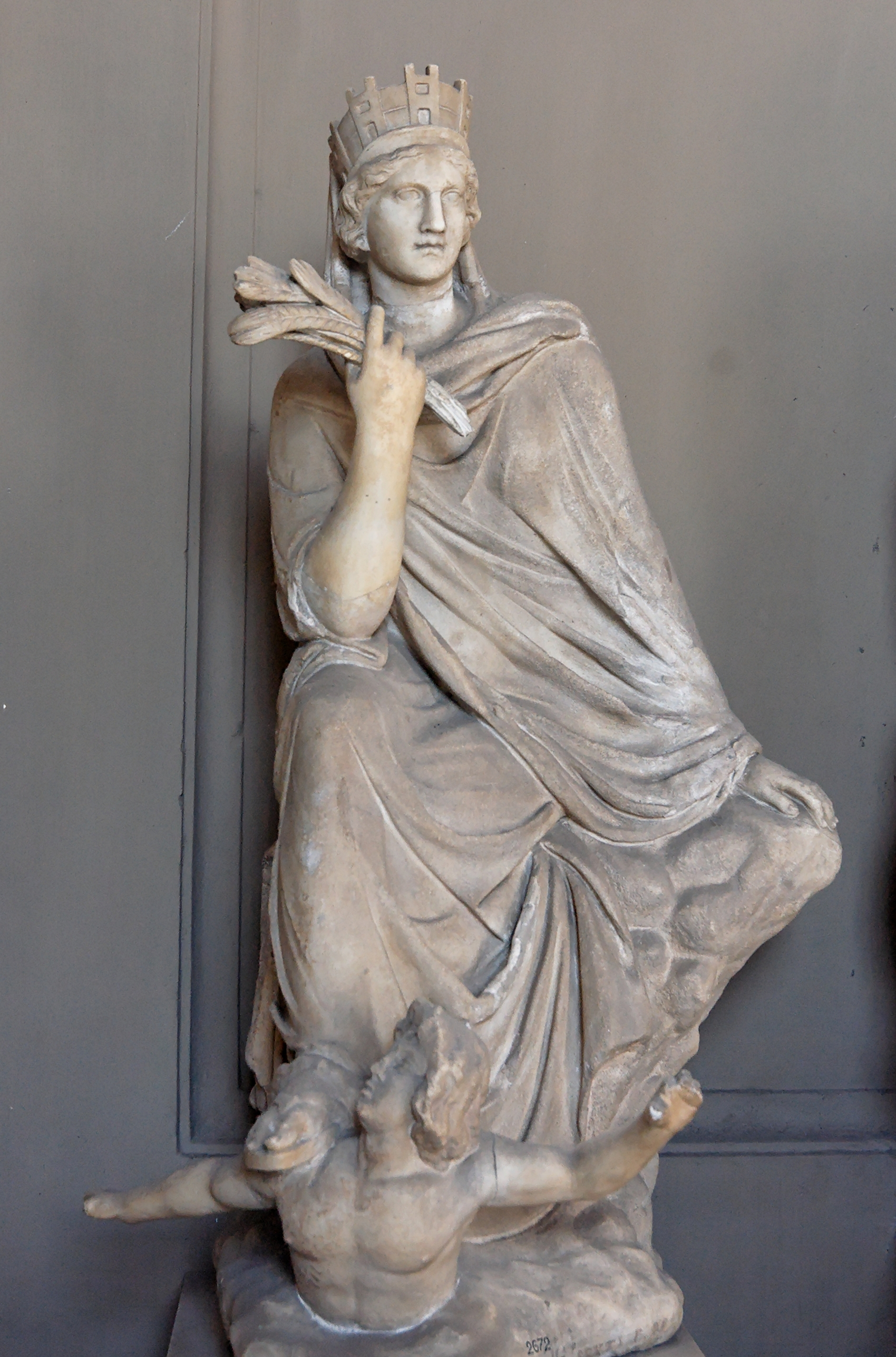
La Tyché d'Antioche. Marbre, copie romaine d'un original grec en bronze du.

Eutychidès (en grec ancien Εὐτυχίδης), originaire de la cité de Sicyone en Corinthie, est un sculpteur grec antique de l'époque hellénistique en activité pendant la seconde moitié du IVe siècle av. J.-C. Il a été l'élève de Lysippe. Son œuvre la plus connue est une statue de la déesse Tyché réalisée pour la cité d'Antioche, alors récemment fondée. La statue représente la déesse assise sur une pierre et portant une couronne murale. La déesse est à la fois Tyché et l'allégorie de la cité d'Antioche, et à ses pieds est couché un personnage masculin qui est la personnification du fleuve Oronte. La statue fut imitée ensuite par plusieurs cités d'Asie dans leurs représentations de déesses Tyché personnifiant les cités.
Sa sculpture de la déesse Tyché est détruite lors du séisme d'Antioche de Décembre 115 : une copie romaine en marbre, faite d'après l'original , sera réalisée sans doute sous le règne de Hadrien.